# Diopatra
Genre
Diopatra est un genre de vers annélides polychètes.

## Liste d'espèces
Selon ITIS :
- Diopatra cuprea (Bosc, 1802)
- Diopatra denticulata Fauchald, 1968
- Diopatra farallonensis Fauchald, 1968
- Diopatra leuckarti Kinberg, 1865
- Diopatra neotridens
- Diopatra obliqua Hartman, 1954
- Diopatra ornata Moore, 1911
- Diopatra papillata Fauchald, 1968
- Diopatra splendidissima Kinberg, 1865
- Diopatra tridentata Hartman, 1944

Selon WRMS :
- Espèce Diopatra aciculata Knox & Cameron, 1971
- Espèce Diopatra agave Grube, 1869
- Espèce Diopatra akarana Knox & Hicks, 1973
- Espèce Diopatra albimandibulata Paxton, 1993
- Espèce Diopatra amboinensis Audouin & Milne Edwards, 1833
- Espèce Diopatra amoena Kinberg, 1865
- Espèce Diopatra angolensis Kirkegaard, 1988
- Espèce Diopatra bengalensis Hartman, 1974
- Espèce Diopatra bilobata Imajima, 1967
- Espèce Diopatra brasiliensis Kinberg, 1910
- Espèce Diopatra brevicirris Grube, 1856
- Espèce Diopatra bulohensis Tan & Chou, 1996
- Espèce Diopatra chiliensis Quatrefages, 1866
- Espèce Diopatra chiliensis Quatrefages, 1865
- Espèce Diopatra claparedii Grube, 1878
- Espèce Diopatra cuprea (Bosc, 1802)
- Espèce Diopatra dentata Kinberg, 1865
- Espèce Diopatra denticulata Fauchald, 1968
- Espèce Diopatra dexiognatha Paxton & Bailey-Brock, 1986
- Espèce Diopatra dubia Day, 1960
- Espèce Diopatra farallonensis Fauchald, 1968
- Espèce Diopatra gesae Paxton, 1998
- Espèce Diopatra gigova Paxton, 1993
- Espèce Diopatra hanleyi Paxton, 1993
- Espèce Diopatra heterodentata Hartmann-Schröder, 1965
- Espèce Diopatra italica Castelnau, 1842
- Espèce Diopatra khargiana Wesenberg-Lund, 1949
- Espèce Diopatra kristiani Paxton, 1998
- Espèce Diopatra leuckarti Kinberg, 1865
- Espèce Diopatra lilliputiana Paxton, 1993
- Espèce Diopatra longicornis Kinberg, 1865
- Espèce Diopatra longissima Grube, 1850
- Espèce Diopatra maculata Paxton, 1993
- Espèce Diopatra madeirensis Langerhans, 1880
- Espèce Diopatra malabarensis Quatrefages, 1866
- Espèce Diopatra marocensis Paxton, Fadlaoui & Lechapt, 1995
- Espèce Diopatra monroi Day, 1960
- Espèce Diopatra monroviensis Augener, 1918
- Espèce Diopatra musseraensis Augener, 1918
- Espèce Diopatra neapolitana Delle Chiaje, 1841
- Espèce Diopatra neotridens Hartman, 1944
- Espèce Diopatra obliqua Hartman, 1944
- Espèce Diopatra oligopectinata Paxton, 1993
- Espèce Diopatra ornata Moore, 1911
- Espèce Diopatra papillata Fauchald, 1968
- Espèce Diopatra paradoxa Quatrefages, 1866
- Espèce Diopatra rhizoicola Hartmann-Schröder, 1960
- Espèce Diopatra rhizophorae Grube, 1856
- Espèce Diopatra semperi Grube, 1878
- Espèce Diopatra splendidissima Kinberg, 1865
- Espèce Diopatra sugokai Izuka, 1907
- Espèce Diopatra tridentata Hartman, 1944
- Espèce Diopatra uncinifera Quatrefages, 1866
- Espèce Diopatra variabilis Southern, 1921
- Espèce Diopatra viridis Kinberg, 1865
- sous-genre Paradiopatra
  - Espèce Diopatra (Paradiopatra) fragosa Ehlers, 1887 ou Paradiopatra fragosa (Ehlers, 1887)
  - Espèce Diopatra (Paradiopatra) glutinatrix Ehlers, 1887 ou Paradiopatra glutinatrix (Ehlers, 1887)